# José Desiderio Trías
Josu Desiderio Trías (Caracas Venezuela, 1825 - Ibídem, 13 de junio de 1888) fue un militar venezolano. Allí cultivó el sentido de la guerra junto a muchos hombres que se habían decidido por la lucha federalista. Con el tiempo se trasladó a la población de Onoto, donde contrajo matrimonio con Josefa Sabino. Sus restos reposan en Caracas.

## Guerra Federal
Apoyo al presidente José Tadeo Monagas durante la Revolución de Marzo. Junto al general Juan Antonio Sotillo y Ezequiel Zamora formó parte de las acciones guerreras de la Guerra Federal. Todo el Oriente venezolano, junto a la zona llanera, fue escenario de las hazañas del general José Desiderio Trías. En octubre de 1859, fue designado jefe militar del recién creado estado Barquisimeto

## Cargos
General de División; Consejero de Estado, Ministro de Guerra y Marina, encargado de la presidencia de la República hasta el 6 de noviembre de 1864.  En abril de 1864, junto con los generales Juan Antonio Sotillo y José del Rosario González, recibió el título de Fiel Soldado de la Democracia, así como una remuneración por sus servicios prestados a la causa de la Federación. Segundo Nominado de la Nación en 1865, y actuó en la defensa de Maracaibo en el año 1875.